# Brian d foy

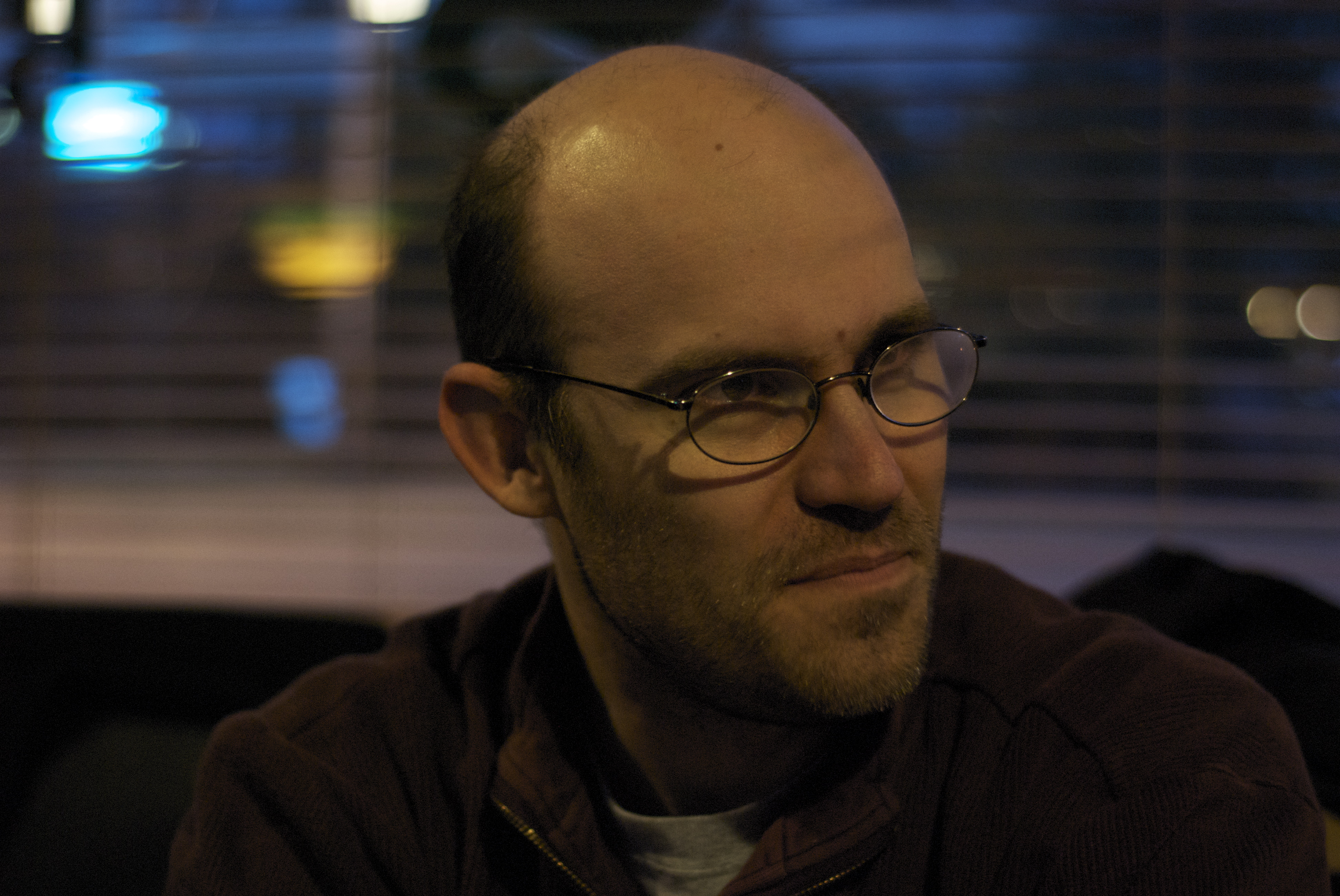
Brian d foy, 2008

brian d foy ist ein Fachautor zur Programmiersprache Perl. Er gehört mit zu den Gründern der Perl Mongers, einer Anwendergruppe zu Perl.

## Werke
- Mastering Perl. O’Reilly, 2007. 2. Auflage 2014. ISBN 978-1-4493-9311-3
- mit Randal L. Schwartz und Tom Phoenix: Learning Perl. O’Reilly, ab 4. Auflage 2005. 6. Auflage 2011, ISBN 978-1-4493-0358-7. Deutsch als Einführung in Perl. O’Reilly 6. Auflage 2011, ISBN 978-3-86899-145-1
- mit Randal L. Schwartz und Tom Phoenix: Intermediate Perl. O’Reilly, 2006. 2. Auflage 2012. ISBN 978-1-4493-9309-0
- mit Tom Christiansen, Larry Wall und Jon Orwant: Programming Perl. O’Reilly, 4. Auflage 2012. ISBN 978-0-596-00492-7.